# Oulad Delim
De Oulad Delim (Arabisch: أولأد دليم) is een Sahrawi-stam van voornamelijk Arabische afkomst die traditioneel gezien voornamelijk het zuiden van de Westelijke Sahara bewoond (Rio de Oro) en vooral in de stad Dakhla.
Ze worden beschouwd als afstammelingen van de Beni Hassan en hebben hechte tribale connecties met de stammen uit het noorden van Mauritanië. Ze zijn sprekers van het Hassaniya Arabisch. Voorheen werden ze beschouwd als Hassane status zijnde, dat wil zeggen dat ze deel uitmaakten van de heersende krijgers laag van de Sahrawi-bevolking. Het zijn moslims, behorend tot de Maliki-school van de soennitische islam.  
Hun traditionele levensstijl was nomadisch, gebaseerd op het hoeden van kamelen en geiten. In de 19e eeuw waren ze actief in het verzet tegen de Europese koloniale machten, maar nadat Spanje het domein kreeg over de Spaanse Sahara voegden velen Oulad Delim zich toe aan de Tropas Nómadas (Nomadische troepen) en andere Spaanse hulptroepen.